# Nikolaj Ernestovič Bauman
Nikolaj Ernestovič Bauman (Николай Эрнестович Бауман, 17. květnajul./ 29. května 1873greg. Kazaň – 18. říjnajul./ 31. října 1905greg. Moskva) byl ruský revolucionář, vystupující také pod pseudonymem Grač („Havran"), příslušník bolševické frakce zabitý za revoluce v roce 1905.
Pocházel z živnostnické rodiny povolžských Němců a vystudoval školu pro veterináře v Kazani. Jako student se stal radikálním marxistou a roku 1896 vstoupil do Svazu boje za osvobození dělnické třídy. V roce 1897 byl zatčen za podvratnou činnost, byl vězněn v Petropavlovské pevnosti a pak vypovězen do Vjatské gubernie, odkud se mu podařilo uprchnout a odejít do exilu. Ve Švýcarsku se seznámil s Vladimirem Iljičem Leninem a spolupracoval s ním na vydávání časopisu Jiskra. V prosinci 1901 se vrátil do Ruska a organizoval činnost Ruské sociálně demokratické dělnické strany, byl uvězněn v Lukjanovské věznici v Kyjevě, odkud se mu podařilo uprchnout. Po dalším odchodu do zahraničí vyšel najevo Baumanův poměr s vdanou ženou, kterou skandál dohnal k sebevraždě. Mnozí straníci požadovali Baumanovo vyloučení, avšak Lenin se za něj postavil.
Na druhém sjezdu Ruské sociálně demokratické dělnické strany, kde došlo k rozdělení na bolševiky a menševiky, se Bauman stal blízkým Leninovým spojencem. V prosinci roku 1903 přijel do Moskvy a po dalším pobytu ve vězení se zapojil do revoluce. Dne 18. října 1905 vedl demonstraci před Taganskou věznicí, která přerostla v potyčky; na rohu Německé ulice Baumana napadl zaměstnanec Ščalovovy továrny a bývalý příslušník carské gardy Nikolaj Michalin a utloukl ho kovovou trubkou. Baumanův pohřeb na Vagaňkovském hřbitově byl velkou demonstrací bolševického hnutí, pro které se stal Bauman propagandistickým symbolem. Jeho jméno nese Baumanova moskevská státní technická univerzita a také stanice metra nedaleko ní. V roce 1967 o něm natočil režisér Semjon Tumanov životopisný film, v němž hrál hlavní roli Igor Ledogorov.

## Ohlas v beletrii
- MSTISLAVSKIJ, Sergej Dmitrijevič. Havran, jarní pták. Překlad Miroslav Mervart, revidovala Terezie Silbernáglová. 2. vyd. Praha: Svět sovětů, 1951. 354 s. Románové zpracování posledního období života N. Baumana (1901–1905).